# Гластонбері
Гла́стонбері (англ. Glastonbury) — одне з найдавніших міст Англії, розташоване у пагористій місцевості на території графства Сомерсет, біля підніжжя 159-метрового пагорба святого Михайла. Як установили у 1892 році розкопки курганів на околицях Гластонбері, значне скупчення населення спостерігалось у цих місцях ще до приходу римлян, приблизно з 60 року до н. е. Населення — 8800 жителів (2002).
У Середньовіччя статок Гластонбері базувався на славі Гластонберійського абатства, найдавнішого в Англії. Церковна легенда пов'язує його заснування з ім'ям легендарного короля Луція, який немовби ще 166 року запросив до Гластонбері прелатів з Риму. Перша кам'яна церква абатства була зведена 712 року. У монастирі були поховані три англосаксонських королі, хоча паломників більше приваблювала туди ймовірна усипальниця святого Патріка.
У 1184 році абатство згоріло, та відновлювальні роботи зайняли практично три століття. У період першого збору коштів на будівництво (1191) ченці додали відомості своїй обителі, оголосивши про знайдення ними саркофагів з іменами короля Артура та його дружини Гвіневри. У середньовічній літературі були розповсюджені історії про те, що саме у Гластонбері завершив життя Йосип Ариматейський й сюди ж він доставив Святий Ґрааль. Завдяки цим повір'ям до занедбаного містечка ніколи не припинявся потік вірян; на них же базується текст гімну «Єрусалим».
У часи англійської Реформації багато бенедиктинців, що проживали у абатстві переслідувались англійською владою, серед них відомий чернець Артур, який за своє мучеництво був долучений римо-католицькою церквою до числа святих. Після розпуску англійських монастирів Генріхом VIII (1536—39) середньовічні споруди абатства були розібрані на щебінь для мощення шляхів. Зникнення абатства погіршило загальнонаціональне значення міста. Про велич давнього Гластонбері нагадують їхні руїни.

## Фестиваль
З 1970 року у сусідньому зі стародавнім містом селищі Пілтон щороку проходить музичний фестиваль просто неба — Гластонберський фестиваль.